# Germain Boffrand
Germain Boffrand (francoska izgovorjava: [ʒɛʁmɛ̃ bɔfʁɑ̃]) (16. maj 1667 – 19. marec 1754) je bil francoski arhitekt. Germain Boffrand, učenec Julesa Hardouin-Mansarta, je bil eden glavnih ustvarjalcev predhodnika rokokoja, imenovanega slog Régence, v njegovi notranjosti pa sam rokoko. V svoji zunanjosti se je držal monumentalnega poznega baročnega klasicizma z nekaj novostmi v prostorskem načrtovanju, ki so bile izjemne v Franciji. Njegova glavna naročila, ki so dosegla vrhunec v notranjosti Hôtel de Soubise, so bila obeležena v njegovi razpravi Livre d'architecture, objavljeni leta 1745, ki je služila za širjenje francoskega sloga Ludvika XV. po Evropi.

## Življenjepis
Boffrand, rojen v Nantesu, kot sin provincialnega arhitekta, je leta 1681 odšel v Pariz, da bi študiral kiparstvo v ateljeju Françoisa Girardona, preden je vstopil v veliko uradno prakso Julesa Hardouin-Mansarta. Njegov stric Philippe Quinault ga je predstavil bodočim strankam med pariško aristokracijo in na dvoru. Od leta 1689 (Kimball) je bil zaposlen pri delih v Bâtiments du Roi pod Mansartom, predvsem v oranžeriji Versaiske palače in v Parizu na trgu Vendôme, kjer je bil Boffrand med risarji, odgovornimi za prve načrte (od leta 1686) in za samostan kapucinov, Hôtel de Vendôme.  Od leta 1693 je bil manj zaposlen in leta 1699 je zapustil Bâtiments du Roi, da bi začel delati, sprva v Loreni in na Nizozemskem, nato po vrnitvi v Pariz l. 1709, za ugledno zasebno stranko v Parizu, ki je bila naklonjena njegovim drznim inovacijam, kot je ovalno preddverje Hôtela Amelot de Gournay (1710–13), ki je bilo nepredstavljivo v kraljevih delih. Leta 1709 so ga postavili za skrbnika notranjih apartmajev Hôtel de Soubise, kjer je kmalu nasledil arhitekta Pierra-Alexisa Delamairja (1676–1745). Nobena od njegovih zgodnjih notranjosti ni ohranjena, večinoma jih je nadomestilo njegovo spektakularno delo v rokokoju iz let po letu 1735.
Boffrand je bile leta 1709 sprejet v Académie royale d'architecture. Naslednje leto je bil med zaposlenimi pri dozidavah Burbonske palače. Leta 1732 je bil imenovan za generalnega inšpektorja des ponts et chaussées in je pripravil načrte za prestrukturiranje Les Halles. Sodeloval je na natečaju za oblikovanje Place Louis XV. Leta 1724 je bil imenovan za glavnega arhitekta bolnišnice Hôpital général in je v Île de la Cité zgradil bolnišnico za najdenčke, Hôpital des Enfants Trouvés (1727, porušena). Boffrand je delal tudi za bolnišnice Salpêtrière, Bicêtre in Hôtel-Dieu. Zgradil je vrsto hôtels particuliers v Parizu kot špekulativna poslovna podjetja. Glede domiselnih prostorskih ureditev v stavbi, ki je hitro postal Hôtel Amelot de Gournay, je Germain Brice v svojem vodniku iz zgodnjega 18. stoletja pripomnil, da »bomo opaziti nekaj izjemnih in drznih tlorisov, ki pa se zdijo racionalno utemeljeni in zagotavljajo številne ugodnosti«.  Boffrandov paviljon iz let 1712–15, ki je slovesno otvoril novo četrt Faubourg Saint-Honoré, je bil kupljen in je postal Hôtel de Duras.
V tujini je Boffrand delal za vojvodo Lorene (ki še ni bila del Francije), kjer je bil leta 1711 imenovan za glavnega arhitekta vojvode Léopolda, vendar je ostalo malo pomena. Zgradil je tudi vodnjak in lovski paviljon Bouchefort v vrtovih dvorca, ki je pripadal bavarskemu volilnemu knezu Maksimilijanu II. Emanuelu. Leta 1724 je Boffrand delal na gradbišču v Würzburgu z Balthasarjem Neumannom, ki se je z njim posvetoval v Parizu, na [[Würzburška rezidenca|Rezidenci]g knezoškofa (v gradnji 1719–1744). Njegovi načrti so bili izvedeni v glavnem sklopu sob, kjer je Fiske Kimball zaznal Boffrandov umetniški nadzor v štukaturah Johanna Petra Castellija iz Bonna.
Med arhitekti, ki so se šolali v njegovem ateljeju, so bili François Dominique Barreau de Chefdeville, Charles-Louis Clérisseau in Emmanuel Héré de Corny, arhitekt Place Stanislas v Nancyju. Boffrandova sinova sta sodelovala v pisarni, oba sta umrla mlada, leta 1732 in 1745.

## Zadnja leta in smrt
Boffrandov folio, Livre d'architecture, je bil objavljen leta 1745. Ni ohranjenih njegovih risb. Januarja 1745 je bil izvoljen za člana Kraljeve družbe v Londonu. Germain Boffrand je umrl v Parizu leta 1754 v starosti 86 let.

## Glavna naročila
Naslednja Boffrandova naročila so večinoma vzeta iz The Creation of the Rococo, 1943, Fiskeja Kimballa.

### V Parizu
- Hôtel Le Brun, 49 rue du Cardinal-Lemoine, (1700), za Charlesa II. Le Bruna, nečaka in dediča premier peintre du roi Charlesa Le Bruna in Boffrandovega sorodnika. Eden prvih hôtel particulier (velika meščanska hiša), ki so jo sodobni kritiki opazili in pohvalili. Stoji, a opustošena.
- Preureditev Hôtel de Mesme (1704). Porušen.
- Preureditev Hôtel de Livry. Porušen.
- Hôtel de Soubise, 60 rue des Francs-Bourgeois, (1704–1707) in apartma notranjosti (1735–1740), Boffrandovo zadnje večje delo in njegova mojstrovina (Kimball, str. 178–181), za princa de Rohana in njegovo ženo Marie Sophie de Courcillon. Sedež National Archives.
- Pročelje samostana Očetov usmiljenja, 45 rue des Archives. Zgrajena za princa de Soubise, da bi zagotovil ustrezno ulico nasproti njegove nove palače. Uničeno v revoluciji.
- Hôtel d'Argenson (Hôtel de la Chancellerie d'Orléans), 19 rue des Bons-Enfants, (1704, porušena 1923) Zgrajena za gospo Argenson, ljubico bodočega regenta, in od leta 1725 uporabljena kot kanclerija Philippa d' Orléanskega v času njegovega regentstva, ko ga je večkrat preuredil sam Boffrand okoli leta 1743 (ko ga je dobil grof d' Argenson) [12] nato Charles de Wailly v 1780-ih.
- Hôtel du Premier Président (1709). Porušeno.
- Hôtel de Broglie, rue Saint-Dominique (1709). Opustošeno.[13]
- Hôtel Petit-Luxembourg, (1709–1716). Prenova za Ano Henrieto Bavarsko (1648–1723), princeso Palatinsko, vdovo Henrika Julesa, princa Condéjskega. Ohranjen je velik del Boffrandovega okrasja, vključno s stopniščem z zaobljenimi venci, napolnjenimi z zvitki in listjem, ter zaobljenimi vogali.
- Preoblikovanje Hôtel de Mayenne, 21 rue Saint-Antoine (1709), za Charlesa Henrika, princa Vaudémonta. Velik del notranjega lesenega pohištva, ki ga je nekaj izdelal Louis-Jacques Herpin, je bil odstranjen v Château de Champs.
- Hôtel Amelot de Gournay, 1 rue Saint-Dominique (1712). Ena od Boffrandovih špekulativnih palač, ki jo je leta 1713 kupil Michel Amelot de Gournay.
- Hôtel de Beauharnais, znan tudi kot Hôtel Colbert de Torcy (1714), 78 rue de Lille (1713). Zdaj je nemško veleposlaništvo. Notranjost je bila med cesarstvom v celoti prenovljena za princa Eugèna de Beauharnaisa (Kimball, str. 99).
- Hôtel de Seignelay, 80 rue de Lille, (1713). Sosednja palača, ki jo je kupil bratranec Colberta de Torcyja, markiz de Seigneley.
- Bibliothèque de l'Arsenal (1715–1725). Nova stanovanja v Corps de Logis za biološkega sina Ludvika XIV., vojvode Maine, na njegovem položaju Grand Maître de l'Artillerie.
- Palais de Justice (1722). Obnove.
- Hôtel de Villars, 116 rue de Grenelle. Vhodna vrata. Zdaj mairie 7. okrožja.

### V Pariški regiji
- Château de Roissy-en-France, 1704–1715 (uničen) pripisan Boffrandu po arheoloških raziskavah[14]

### V Pikardidiji
- Château de Bertangles (1730–1734) za Louis-Joseph de Clermont-Tonnerre.

### V Loreni
- Château de Lunéville (1708–1709) za Leopolda, vojvodo Lorene. Poškodovan v požaru januarja 2003.
- Château de Commercy za princa Vaudémonta
- Château de La Malgrange, Jarville-la-Malgrange blizu Nancyja, (1711–1715) za Léopolda (porušil ga je Stanislas). Boffrand podaja dele dvonadstropnega ovalnega salona v svoji Livre d'architecture, 1745 (Kimball, sl. 102).
- Palais d'Haroué (1720–1732), za Marca de Beauvauja, princa de Craona
- Hôtel Ferraris, 29 rue du Haut-Bourgeois, Nancy, (1717–1720).
- Hôtel de Craon, 2. kraj Carrière, Nancy, tudi za Marca de Beauvauja, princa Craonskega

### Religiozna arhitektura
- Chapelle de la Communion de l'Église Saint-Merri, 78 rue Saint-Martin, Pariz, (1743)
- Glavni oltar stolnice v Nancyju, ki ga je leta 1703 začel graditi Mansart in ga je po Mansartovi smrti nadaljeval Boffrand.
- Glavni oltar stolnice v Nantesu
- Stolnica Notre-Dame v Parizu, obnova rozete južnega transepta in križnega oboka (1728–1729); obnova kapele du Saint-Esprit (1746); samostanska vrata (1748)

### Posvetni inženiring
- Most (Pont-Vieux) Pont-sur-Yonne
- Most Joigny (Yonne), 1725–1728
- Most Villeneuve-sur-Yonne (Yonne), 1735
- Bridge (the Pont-Vieux) of Pont-sur-Yonne
- Bridge of Joigny (Yonne), 1725–1728
- Bridge of Villeneuve-sur-Yonne (Yonne), 1735